# Грег Ентоні
Грегорі Карлтон «Грег» Ентоні (англ. Gregory Carlton "Greg" Anthony, нар. 15 листопада 1967, Лас-Вегас, Невада, США) — американський професіональний баскетболіст, що грав на позиції розігруючого захисника за низку команд НБА. По завершенні ігрової кар'єри — аналітик на CBS Sports та оглядач на Yahoo Sports.

## Ігрова кар'єра
Починав грати у баскетбол у команді старшої школи Ранчо (Норт-Лас-Вегас, Невада). На університетському рівні грав за команду Портленд (1986–1987) та УНЛВ (1988–1991). 1990 року став чемпіоном NCAA у складі команди, коли його університет обіграв у фіналі турніру Дюк.
1991 року був обраний у першому раунді драфту НБА під загальним 12-м номером командою «Нью-Йорк Нікс». Захищав кольори команди з Нью-Йорка протягом наступних 4 сезонів. Вважався поганим снайпером, проте хорошим захисником.
З 1995 по 1997 рік грав у складі «Ванкувер Гріззліс».
1997 року перейшов до «Сіетл Суперсонікс», у складі якої провів наступний сезон своєї кар'єри.
Наступною командою в кар'єрі гравця була «Портленд Трейл-Блейзерс», за яку він відіграв 3 сезони.
З 2001 по 2002 рік грав у складі «Чикаго Буллз».
Останньою ж командою в кар'єрі гравця стала «Мілвокі Бакс», до складу якої він приєднався 2002 року і за яку відіграв лише частину сезону.

## Кар'єра на телебаченні
Після завершення спортивної кар'єри почав працювати баскетбольним аналітиком на каналах ESPN та ABC.
2008 року дебютував на CBS Sports як експерт із студентського баскетболу. 
У сезоні 2012-2013 разом з Аяном Іглом, Майком Фрателло та Джимом Спанаркелом працював коментатором матчів «Бруклін Нетс» для YES Network.
16 січня 2015 року був заарештований за обвинуваченням у домаганні повії, після чого був відсторонений від роботи у CBS. Проте 11 лютого було досягнуто домовленості про зняття обвинувачень в обмін на 32 години громадських робіт. У березні повернувся до роботи на телебаченні.
Виступив одним з коментаторів для відеогри NBA2K16.

## Статистика виступів в НБА

### Регулярний сезон
| Сезон             | Команда                   | GP  | GS  | MPG  | FG%  | 3P%  | FT%  | RPG | APG | SPG | BPG | PPG  |
| ----------------- | ------------------------- | --- | --- | ---- | ---- | ---- | ---- | --- | --- | --- | --- | ---- |
| 1991–92           | «Нью-Йорк Нікс»           | 82  | 1   | 18.4 | .370 | .145 | .741 | 1.7 | 3.8 | 0.7 | .1  | 5.5  |
| 1992–93           | «Нью-Йорк Нікс»           | 70  | 35  | 24.3 | .415 | .133 | .673 | 2.4 | 5.7 | 1.6 | .2  | 6.6  |
| 1993–94           | «Нью-Йорк Нікс»           | 80  | 36  | 24.9 | .394 | .300 | .774 | 2.4 | 4.6 | 1.4 | .2  | 7.9  |
| 1994–95           | «Нью-Йорк Нікс»           | 61  | 2   | 15.5 | .437 | .361 | .789 | 1.0 | 2.6 | 0.8 | .1  | 6.1  |
| 1995–96           | «Ванкувер Гріззліс»       | 69  | 68  | 30.4 | .415 | .332 | .771 | 2.5 | 6.9 | 1.7 | .2  | 14.0 |
| 1996–97           | «Ванкувер Гріззліс»       | 65  | 44  | 28.7 | .393 | .370 | .730 | 2.8 | 6.3 | 2.0 | .1  | 9.5  |
| 1997–98           | «Сіетл Суперсонікс»       | 80  | 0   | 12.8 | .430 | .415 | .663 | 1.4 | 2.6 | 0.8 | .0  | 5.2  |
| 1998–99           | «Портленд Трейл-Блейзерс» | 50  | 0   | 16.1 | .414 | .392 | .697 | 1.3 | 2.0 | 1.3 | .1  | 6.4  |
| 1999–00           | «Портленд Трейл-Блейзерс» | 82  | 3   | 18.9 | .406 | .378 | .772 | 1.6 | 2.5 | 0.7 | .1  | 6.3  |
| 2000–01           | «Портленд Трейл-Блейзерс» | 58  | 0   | 14.8 | .383 | .409 | .657 | 1.1 | 1.4 | 0.7 | .1  | 4.9  |
| 2001–02           | «Чикаго Буллз»            | 36  | 35  | 26.7 | .394 | .322 | .671 | 2.4 | 5.6 | 1.4 | .1  | 8.4  |
| 2001–02           | «Мілвокі Бакс»            | 24  | 3   | 23.0 | .372 | .260 | .619 | 1.8 | 3.3 | 1.2 | .0  | 7.2  |
| Усього за кар'єру | Усього за кар'єру         | 757 | 227 | 20.9 | .403 | .349 | .733 | 1.9 | 4.0 | 1.2 | .1  | 7.3  |

### Плей-оф
| Сезон             | Команда                   | GP  | GS | MPG  | FG%  | 3P%  | FT%  | RPG | APG | SPG | BPG | PPG |
| ----------------- | ------------------------- | --- | -- | ---- | ---- | ---- | ---- | --- | --- | --- | --- | --- |
| 1992              | «Нью-Йорк Нікс»           | 12  | 0  | 17.8 | .413 | .417 | .606 | 1.4 | 3.4 | 1.3 | .1  | 5.3 |
| 1993              | «Нью-Йорк Нікс»           | 15  | 0  | 16.0 | .400 | .214 | .571 | 2.0 | 3.5 | 0.9 | .1  | 3.9 |
| 1994              | «Нью-Йорк Нікс»           | 25  | 3  | 17.4 | .352 | .295 | .583 | 1.1 | 2.4 | 0.8 | .3  | 4.9 |
| 1995              | «Нью-Йорк Нікс»           | 11  | 0  | 12.3 | .395 | .304 | .909 | 0.9 | 1.4 | 0.2 | .2  | 4.3 |
| 1998              | «Сіетл Суперсонікс»       | 9   | 0  | 13.1 | .300 | .263 | .375 | 1.1 | 1.1 | 0.6 | .1  | 3.6 |
| 1999              | «Портленд Трейл-Блейзерс» | 13  | 0  | 17.3 | .327 | .258 | .676 | 1.1 | 2.5 | 1.0 | .1  | 5.2 |
| 2000              | «Портленд Трейл-Блейзерс» | 15  | 0  | 14.2 | .365 | .323 | .750 | 1.1 | 1.7 | 0.9 | .3  | 4.0 |
| 2001              | «Портленд Трейл-Блейзерс» | 2   | 0  | 8.5  | .333 | .333 | .000 | 0.0 | 0.0 | 0.5 | .0  | 2.5 |
| Усього за кар'єру | Усього за кар'єру         | 102 | 3  | 15.7 | .362 | .294 | .643 | 1.2 | 2.3 | 0.8 | .2  | 4.5 |